# Formula di Black
La formula di Black (cui spesso si fa riferimento come al modello di Black-76) è una formula per valutare il prezzo di strumenti derivati basata sul noto modello di Black e Scholes. Ampiamente utilizzata nella prassi dei mercati, in particolare per opzioni su futures e su obbligazioni, è stata introdotta da Fischer Black in un contributo del 1976.
Il principale problema della formula è la difficoltà con cui può essere adattata per prezzare strumenti il cui valore dipende dalla correlazione tra i prezzi di diverse attività finanziarie.

## Formula di Black (1976)
La formula è simile alla formula di Black e Scholes per il prezzo di opzioni europee su azioni; la principale differenza è che il prezzo del sottostante è ora il prezzo di un contratto forward o di un futures. 
Il prezzo di un'opzione call {\displaystyle \ C}, con prezzo d'esercizio {\displaystyle \ K} e scadenza {\displaystyle \ T}, è dato da:
{\displaystyle \ C(F_{t},t)=e^{-r(T-t)}\left(F_{t}N(d_{1})-KN(d_{2})\right)}
dove {\displaystyle \ r} è il tasso d'interesse su base annua, supposto costante per tutta la durata del contratto, {\displaystyle \ N(\cdot )} denota la funzione di ripartizione di una variabile casuale normale standard, e
{\displaystyle \ d_{1}={\frac {\ln {\frac {F_{t}}{K}}+{\frac {1}{2}}\sigma ^{2}(T-t)}{\sigma {\sqrt {T-t}}}};\quad d_{2}=d_{1}-\sigma {\sqrt {T-t}}}
dove {\displaystyle \ \sigma ^{2}} è la varianza istantanea percentuale del prezzo forward o future del sottostante. Per un'opzione put, l'espressione corrispondente è:
{\displaystyle \ P(F_{t},t)=e^{-r(T-t)}\left(KN(-d_{2})-F_{t}N(-d_{1})\right)}

## Derivazione della formula e suoi aspetti critici
La derivazione del modello segue strettamente quella delle formule di Black e Scholes, cui si rinvia; l'ipotesi di log-normalità del processo del prezzo spot è in questo caso sostituita dall'ipotesi che sia il prezzo forward a seguire un processo lognormale. 
L'approccio del cambiamento del numerario ha definitivamente mostrato la validità del risultato di Black, a lungo considerato soltanto un'approssimazione. 
Il modello è utilizzato per il prezzaggio di opzioni su futures e swaption. È stato fatto osservare, d'altra parte, che il tasso swap, sottostante un swaption, è una media di tassi forward; appare dunque poco convincente utilizzare il modello di Black per prezzare opzioni su contratti futures (assumendo che il tasso forward abbia distribuzione lognormale) e swaption (assumendo che il tasso swap abbia distribuzione lognormale), dal momento che una media di variabili casuali lognormali non ha necessariamente distribuzione lognormale. In effetti ciò è verificato solamente nel caso in cui i tassi ricompresi nel tasso swap siano perfettamente correlati; fare tale ipotesi significherebbe sacrificare il realismo del modello (a beneficio, ad ogni modo, della sua trattabilità).

### Contributo storico
- (EN) F. Black, The Pricing of Commodity Contracts, in Journal of Financial Economics, n. 3, Elsevier, 1978,  pp. 167-179.

### Manualistica
- (EN) J.C. Hull, Options, Futures and Other Derivatives, Upper Saddle River, Prentice Hall, 2000, ISBN 0-13-022444-8. (il testo introduttivo alla teoria degli strumenti derivati di riferimento, di livello universitario pre-dottorato)
- J.C. Hull, Opzioni, futures e altri derivati, Milano, Il Sole 24Ore Libri, 2003, ISBN 88-8363-477-2. (edizione italiana del volume)
- Emanuele Campeotto, I numeri della finanza, 2024.